# Chiesa del Gesù (Cieszyn)
La chiesa di Gesù è una chiesa luterana situata a Cieszyn, in Polonia, della prima metà del Settecento.
È una delle più grandi e più importanti chiese protestanti in Polonia.
La costruzione dell'edificio è stata resa possibile dal re Carlo XII di Svezia, che costrinse l'imperatore austriaco Giuseppe I a farla erigere per i protestanti.
La chiesa fu costruita tra il 1709 e il 1750 e fu nei primi vent'anni dalla sua costruzione un centro importante del pietismo.
Il 12 ottobre 2008, il presidente della Polonia Lech Kaczyński, cattolico, ha visitato la chiesa di Gesù a Cieszyn, primo presidente polacco ad aver fatto visita ad un luogo di culto protestante in Polonia.